# Parahôtellerie
De façon assez générale, la parahôtellerie, ou para-hôtellerie, est un régime fiscal encadré par le fait de fournir, dans des conditions similaires à celles proposées par les établissements d'hébergement à caractère hôtelier — camping, gîtes ruraux, chambres d'hôtes, meublés de tourisme, résidences hôtelières —,, au moins trois des quatre prestations suivantes : 
- Petit-déjeuner
- Nettoyage régulier des locaux
- Fourniture du linge de maison
- Réception de la clientèle

Ce mode de résidence touristique est assez commun en Suisse, mais est resté longtemps cantonné en France aux locations dans les stations de tourisme et de sport d'hiver (combinaison de la location de studios ou d'appartements avec certaines prestations de caractère hôtelier).
Il faut distinguer la parahôtellerie de l'hôtellerie correspondant aux hôtels, auxquels on ajoute les établissements de cure pour la Suisse,.

## En France
En France, les activités hôtelières et para-hôtelières sont plus précisément définies par l'Instruction fiscale 4-F-3-09 du 28 juillet 2009 par référence directe aux dispositions applicables en matière de Taxe sur la Valeur Ajoutée (TVA).
Concrètement, pour être qualifié d'exploitant para-hôtelier au sens juridique du terme, il faut remplir les conditions fiscales pour être assujetti à la TVA. Le point 7 de l'Instruction du 28 juillet 2009 considère « comme des prestations de nature hôtelière ou para-hôtelière, non soumises au régime fiscal de la location meublée, les conventions d'hébergement qui, en raison des services fournis ou proposés, dépassent la simple jouissance du bien.
Ainsi, l'exploitant qui fournit ou propose, en sus de l'hébergement, au moins trois des prestations mentionnées au b du 4° de l'article 261 D, à savoir le petit déjeuner, le nettoyage régulier des locaux, la fourniture de linge de maison ou la réception, même non personnalisée, de la clientèle, dans des conditions similaires à celles proposées par les établissements d'hébergement à caractère hôtelier exploités de manière professionnelle, relève du régime de la parahôtellerie, non du régime fiscal de la location meublée. »

### Position de l'administration
L'administration a précisé son interprétation des conditions : 
- "L'exploitant dispose des moyens nécessaires pour être en mesure, si besoin, de fournir le petit déjeuner à l'ensemble des locataires; celui-ci doit être fourni selon les usages professionnels, c'est-à-dire, au choix de l'exploitant, soit dans les chambres ou appartements, soit dans un local aménagé permettant la consommation sur place des denrées situé dans l'immeuble ou l'ensemble immobilier;
- Le nettoyage des locaux est effectué de manière régulière. Cette condition sera considérée comme établie lorsque, bien que ne fournissant pas effectivement un service régulier de nettoyage, l'exploitant dispose des moyens lui permettant de proposer un tel service au client durant son séjour selon une périodicité régulière. En revanche, elle devra être considérée comme non satisfaite si l'exploitant se contente d'un nettoyage en début et en fin de séjour;
- L'exploitant dispose des moyens nécessaires pour être en mesure de fournir pendant le séjour le linge de maison à l'ensemble des locataires;
- L'exploitant dispose durant la période de location des moyens nécessaires pour être en mesure de proposer un service de réception, même non personnalisé, de la clientèle. Cet accueil peut être confié à un mandataire qui l'assure en un lieu unique et différent du local lui-même (un système d'accueil électronique suffit);
- Enfin, le local meublé doit comporter tous les éléments mobiliers indispensables pour une occupation normale par le locataire.

### Distinction entre parahôtellerie et location meublée
La location meublée peut être définie comme « la location d’un bien doté de tout le mobilier nécessaire à la vie quotidienne, permettant au locataire de pouvoir s’installer sans rien apporter d’autres que ses effets personnels. »
Aussi, si les deux activités sont des activités commerciales relevant des Bénéfices Industriels et Commerciaux (BIC), le régime fiscal de la location meublée est un régime dérogatoire du droit commun.
L'article 261 D 4° exonère de TVA « les locations occasionnelles, permanentes ou saisonnières de logements meublés ou garnis à usage d'habitation". L'Instruction fiscale de 2009 cité en amont précise que "lorsque les services sont fournis ou proposés de manière accessoire et dans des conditions non similaires aux établissements d'hébergement à caractère hôtelier, l'activité relève du régime fiscal de la location meublée. Tel est le cas par exemple si le nettoyage des locaux est effectué uniquement à l'occasion du changement de locataire, si la réception se limite à la simple remise des clés ou si la fourniture de linge n'est pas régulière. » 
On peut présenter succinctement les trois différences significatives entre les deux régimes comme il suit : 
- Le sort des déficits de l'activité : le régime fiscal de la parahôtellerie est relativement favorable dans le sens où est reconnu plus facilement le critère de l'activité professionnelle à la différence d'une activité non professionnelle, l'exploitant pourra plus facilement imputer ces déficits sur son revenu global.
- La TVA : dans le cadre du régime fiscal de la location meublée, l'exploitant en direct d'un gite ou d'une chambre d'hôte ne peut pas récupérer la TVA contrairement à l'exploitant en hôtellerie ou parahôtellerie qui pourra prétendre à récupérer la TVA qui a grevée l'acquisition ou les travaux effectué sur le bien loué.
- L'impôt sur la plus-value dans certaines conditions.

## En Suisse
La Suisse distingue le secteur de l'hôtellerie — qui correspond aux hôtels et établissements de cure — de la parahôtellerie — qui correspond aux auberges de jeunesse, Bed & Breakfast, terrains de camping ou résidences de tourisme —.
En 2011, une association la Communauté d’intérêt pour la parahôtellerie suisse (Parahotellerie Schweiz) est fondée par les organismes suivants : la Caisse suisse de voyage Reka, Interhome, TCS Camping, Auberges de Jeunesse Suisses et Bed and Breakfast Switzerland.
Le secteur de la parahôtellerie suisse représente, en 2014, environ 70 000 appartements et plus de 11 millions nuitées.